# Syllepte hemichionalis
Syllepte hemichionalis is een vlinder van de familie van de grasmotten (Crambidae). De wetenschappelijke naam van deze soort is voor het eerst voorgesteld door Paul Mabille in een publicatie uit 1900.

## Verspreiding
De soort komt voor op de Comoren en in Madagaskar.

## Ondersoorten
- Syllepte hemichionalis hemichionalis Mabille, 1900
- Syllepte hemichionalis idalis Viette, 1958 (Comoren)